# 1歳6ヵ月健診
1歳6ヵ月健診（いっさいろっかげつけんしん）は、幼児期初期の体の発育、心の発達が、歩行や言語の発達などで次第に顕著に表れ始めてくる時期に行われる健康診査である。これは母子保健法の第1条で、その実施が義務付けられているものである。別名、1歳半健診。
主として、医師による問診、問診・歯科検診・身体計測・診察・保健指導などが行われる。問診には自立歩行や有意語がどれくらいしゃべれるかなども入り、聴力検査などとも合わせて、乳児期に疑われていた軽度の脳性麻痺、知的障害、自閉症、聴力障害などの早期発見、早期治療へ手がかりとすることも目的となっている。また、心身障害の進行を未然に防止する育児指導も行われる。実施機関は、保健所、保健センター。